# جائزة ألبرت لندرس

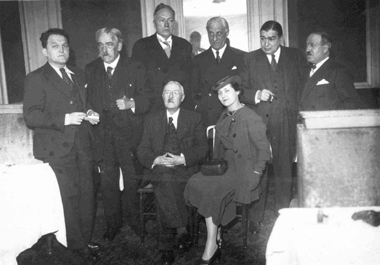
لجنة التحكيم الأولى لجائزة ألبرت لوندر: إميل كوندروي، تشارلز بيتيت، لودوفيك ناودو، جاك دي مارسيلاك، لويس رونفود، مكتب مارال، بيير ميل، فلوريس لوندر.

جائزة ألبرت لندرس (بالإنجليزية: Albert Londres Prize) هي أرفع جائزة صحفية فرنسية، سميت على الصحفي ألبرت لندرس تخليدا لذكراه الذي توفي عام 1932 تم إنشاء الجائزة في نفس العام وبدأ تقديمها في عام 1933، على المستوى الفرنسي تعتبر هذه الجائزة مشابهة لـجائزة بوليتزر التي تقدم في الولايات المتحدة، ومع ذلك، خلافا لنظيرتها الأمريكية، أنها فقط تمنح لشخصين اثنين كل سنة، الجائزة الرئيسية يتم تقديمها لـ 'أفضل مراسل هذا العام في الصحافة المكتوبة'، ومنذ عام 1985 أصبح يتم منح جائزة ثانية أيضا إلى 'أفضل مراسل سمعي بصري'.

## روابط خارجية
الموقع الرسمي لجائزة ألبرت لندرس